# Alexandre Bally
Pour les articles homonymes, voir Bally.
Alexandre Bally est un peintre français né à Paris en 1764 et mort à Marseille en 1835, élève de Jacques-Louis David.

## Biographie
Il « vécut à Marseille, après avoir été professeur à l'École centrale de Nîmes » (Lugand). Le 19 juillet 1827 il est reçu membre à l'Académie de Marseille.
À noter que des dictionnaires ou notices l'appellent à tort Bailly.

## Œuvres
- Portrait d'homme, 1804, Béziers, musée des Beaux-arts.
- Portrait de Claude François Alby enfant, 1827, Paris, musée du Louvre[3]
- Portrait de Madame Crette, 1798, signé, daté en haut à gauche : BALLY FECIT/ELEVE DE DAVID/1798 AN 6,  Orléans, musée des Beaux-arts[4].
- Portrait de Monsieur Crette, 1798,signé en bas à droite :  A. BALLY./F. ELEVE/DE DAVID, Orléans, musée des Beaux-arts[5].
- Sainte Rose de Lima, 1830, (227 cm x 164 cm) : Église de La Trinité-La Palud à Marseille.